# ʻOhana
在夏威夷语中意为“家庭”（事实上，ʻOhana较“家庭”相比意思更为广泛，不仅包括了有血缘关系的家人，还包括了被收养的家人，甚至是有意选择成为家人的人）。该词与毛利语中的kōhanga（意为“巢”）同源。词根指的是（芋头）的根或球莖（kalo是夏威夷的主要食物，被誉为“生命支柱”），也是夏威夷原住民所认为的宇宙祖先。
在当代夏威夷的不动产术语中，“ unit”是附属住宅单元的一种。它可以是住宅的一部分，也可以是位于同一块土地上的独立建筑。该单元可以用来安置家庭成员，但不得出租给公众。

## 流行文化
这个词在迪士尼2002年的电影《星际宝贝》及其系列电影中被引用，其中著名的一句话是：“意味着家庭。家庭意味着没人会被抛下—或被忘记。” 

### 引用
1. ↑  Scott Yunker. . Kaua‘i Now. 2025-2-9 （英语）.
2. ↑  . （原始内容存档于2007-09-08）.
3. ↑   (PDF). （原始内容 (PDF)存档于2012-02-16）.
4. ↑   (PDF). （原始内容 (PDF)存档于2009-02-20）.
5. ↑  Grant, Stacey. . MTV. 2016-01-19  [2016-09-09]. （原始内容存档于2016-01-21）.

### 來源
- Wight, K. . The Bess Press. 1997.
- City & County of Honolulu 2003.  Land Use Ordinance
- Whitney, Scott. . Honolulu Magazine. September 2001  [2017-08-04].
- Conklin, Ken. . Angelfire.com. March 2006  [2017-08-04].
- . KenConklin.org. 2006-01-25  [2017-08-04].